# Episodi di Craig (terza stagione)
La terza stagione della serie animata Craig, composta da 40 episodi, viene trasmessa negli Stati Uniti, da Cartoon Network, dal 21 giugno 2020 al 2 luglio 2021.
In Italia la stagione viene trasmessa dal 22 marzo al 12 ottobre 2021 su Cartoon Network.
| Nº | Titolo originale                          | Titolo italiano                              | Prima TV USA     | Prima TV Italia |
| -- | ----------------------------------------- | -------------------------------------------- | ---------------- | --------------- |
| 1  | The Other Side: The Tournament            | L'altra sponda: il Torneo                    | 21 giugno 2020   | 22 marzo 2021   |
| 2  | The Other Side: The Tournament            | L'altra sponda: il Torneo                    | 21 giugno 2020   | 22 marzo 2021   |
| 3  | The Ground is Lava!                       | Alla ricerca di Jessica                      | 29 giugno 2020   | 23 marzo 2021   |
| 4  | Council of the Creek: Operation Hive-Mind | Il Consiglio del Ruscello: missione pungente | 30 giugno 2020   | 23 marzo 2021   |
| 5  | The Bike Thief                            | Il ladro di biciclette                       | 1º luglio 2020   | 24 marzo 2021   |
| 6  | Craig of the Beach                        | Una giornata in spiaggia                     | 2 luglio 2020    | 24 marzo 2021   |
| 7  | Plush Kingdom                             | La leader dei pupazzi                        | 24 agosto 2020   | 25 marzo 2021   |
| 8  | The Ice Pop Trio                          | Il Trio dei Ghiaccioli                       | 25 agosto 2020   | 25 marzo 2021   |
| 9  | Pencil Break Mania                        | Il titolo di campione                        | 26 agosto 2020   | 26 marzo 2021   |
| 10 | The Last Game of Summer                   | La fine dell'estate                          | 27 agosto 2020   | 26 marzo 2021   |
| 11 | Trick or Creek                            | Dolcetto o ruscello                          | 19 ottobre 2020  | 28 marzo 2021   |
| 12 | Trick or Creek                            | Dolcetto o ruscello                          | 19 ottobre 2020  | 28 marzo 2021   |
| 13 | Fall Anthology                            | Autunno                                      | 20 ottobre 2020  | 27 marzo 2021   |
| 14 | Afterschool Snackdown                     | Gara di snack                                | 21 ottobre 2020  | 27 marzo 2021   |
| 15 | Creature Feature                          | Il Mostro Della Palude                       | 22 ottobre 2020  | 12 luglio 2021  |
| 16 | King of Camping                           | Il re del campeggio                          | 23 ottobre 2020  | 13 luglio 2021  |
| 17 | The Rise and Fall of the Green Poncho     | La storia di Poncho Verde                    | 28 dicembre 2020 | 14 luglio 2021  |
| 18 | I Don't Need a Hat                        | Gelido autunno                               | 29 dicembre 2020 | 4 ottobre 2021  |
| 19 | Alternate Creekiverse                     | Ruscelliverso parallelo                      | 30 dicembre 2020 | 15 luglio 2021  |
| 20 | Snow Day                                  | Una magica speranza                          | 31 dicembre 2020 | 26 luglio 2021  |
| 21 | Winter Break                              | Vacanze invernali                            | 18 gennaio 2021  | 3 agosto 2021   |
| 22 | Winter Break                              | Vacanze invernali                            | 18 gennaio 2021  | 3 agosto 2021   |
| 23 | Snow Place Like Home                      | Fantasmi e formaggio                         | 6 febbraio 2021  | 27 luglio 2021  |
| 24 | Breaking the Ice                          | Un'alleanza inaspettata                      | 13 febbraio 2021 | 30 luglio 2021  |
| 25 | Winter Creeklympics                       | Ruscellimpiadi invernali                     | 20 febbraio 2021 | 28 luglio 2021  |
| 26 | Welcome to Creek Street                   | Benvenuti a via Ruscello                     | 27 febbraio 2021 | 29 luglio 2021  |
| 27 | Fan or Foe                                | Fan o Nemici                                 | 6 marzo 2021     | 5 ottobre 2021  |
| 28 | The New Jersey                            | La maglietta preferita                       | 13 marzo 2021    | 2 agosto 2021   |
| 29 | The Sunflower                             | Il Girasole                                  | 20 marzo 2021    | 16 luglio 2021  |
| 30 | Craig World                               | Lo scivolo gonfiabile                        | 27 marzo 2021    | 19 luglio 2021  |
| 31 | Body Swap                                 | Famiglie diverse                             | 7 giugno 2021    | 20 luglio 2021  |
| 32 | Copycat Carter                            | La copia di cartone                          | 8 giugno 2021    | 21 luglio 2021  |
| 33 | Brother Builder                           | Il regalo per Jessica                        | 9 giugno 2021    | 22 luglio 2021  |
| 34 | Jessica the Intern                        | Jessica la stagista                          | 10 giugno 2021   | 23 luglio 2021  |
| 35 | Capture the Flag Part 1: The Candy        | Ruba bandiera parte 1: I dolcetti            | 28 giugno 2021   | 6 ottobre 2021  |
| 36 | Capture the Flag Part 2: The King         | Ruba bandiera parte 2: il re                 | 29 giugno 2021   | 7 ottobre 2021  |
| 37 | Capture the Flag Part 3: The Legend       | Ruba bandiera parte 3: la leggenda           | 30 giugno 2021   | 8 ottobre 2021  |
| 38 | Capture the Flag Part 4: The Plan         | Ruba bandiera parte 4: il piano              | 1º luglio 2021   | 11 ottobre 2021 |
| 39 | Capture the Flag Part 5: The Game         | Ruba bandiera parte 5: la sfida              | 2 luglio 2021    | 12 ottobre 2021 |
| 40 | Capture the Flag Part 5: The Game         | Ruba bandiera parte 5: la sfida              | 2 luglio 2021    | 12 ottobre 2021 |

## Craig - L'altra sponda: il Torneo
- Titolo originale: The Other Side: The Tournament
- Scritto da: Angel Lorenzana, Ashley Tahilan, Dashawn Mahone e Najja Porter

### Trama
Il giorno del compleanno di Duane, la famiglia Williams cerca di fare il possibile per sorprenderlo. Sentendo che Bernard ha ricevuto un regalo migliore per il loro padre, Craig e suo cugino Bryson si dirigono verso il ruscello per creare un sistema di raffreddamento ad acqua per i loro amici. Craig nota dei fuochi d'artificio provenienti dall'Altra Sponda e viene informato da Omar il Poncho Verde che Re Xavier sta organizzando un torneo per sbarazzarsi dei suoi vecchi regali di compleanno. Volendo prenderne uno per suo padre, Craig e i suoi amici si avventurano per vincere il torneo. Mentre all'inizio le cose sembrano andare lisce, i tre si trovano rapidamente in pericolo.
- Ascolti USA: telespettatori 234.000 – rating/share 18-49 anni.[34]